# 시추성게
시추성게(rock boring urchin)는 만두성게과 만두성게속의 성게의 일종이다. 대서양 서해안과 카리브해의 매우 얕은 바다에서 발견된다.
만두성게속의 다른 성게들처럼 단단한 이빨이 있어서 마치 암반을 시추하듯이 돌을 갉아들어가 반구형의 집을 만든다. 낮에는 이 집 안에 숨어 있다가 밤에 집으로부터 몇 센티미터 거리까지 기어나가서 조류를 갉아먹고 귀가한다. 동종의 다른 시추성게로부터 집을 지키려는 방어행동을 보인다.